# 娜杰日达·波波克
娜杰日达·米哈伊洛芙娜·波波克（1989年4月26日—），曾姓列佩什卡（Ляпешка），白俄罗斯女子皮划艇运动员，2012年夏季奥林匹克运动会女子四人皮艇500米铜牌得主、2016年夏季奥林匹克运动会女子四人皮艇500米铜牌得主、2020年夏季奥林匹克运动会女子四人皮艇500米银牌得主。